# إتش. لين ميتشيل
إتش. لين ميتشيل هو مهندس ومهندس مدني وسياسي أمريكي، ولد في 17 أغسطس 1895 في دبلن في الولايات المتحدة، وتوفي في 8 نوفمبر 1978 في شريفبورت في الولايات المتحدة. نشط حزبياً في الحزب الديمقراطي.